# Nexus 9
La Nexus 9 (nom de code « Volantis ») est la quatrième tablette tactile, fonctionnant sous Android, co-développée par Google et HTC et qui appartient à la série des appareils Nexus. Elle est disponible en 16 et 32 Go. Avec le Nexus 6, elle fut le fer de lance d'Android 5.0 (Lollipop), qui apportait une mise à jour visuelle et le remplacement de la machine virtuelle Dalvik par ART.

## Fonctionnalités

### Logiciel
La Nexus 9 à l'origine était vendue sous Android 5.0 Lollipop.
En décembre 2014, Android 5.0.1 Lollipop est sorti pour la Nexus 9, version suivie par Android 5.0.2 Lollipop en mai 2015. Plus tard dans le mois, Android 5.1.1 Lollipop était également disponible pour la Nexus 9.
En octobre 2015, Google a sorti la mise à jour Android 6.0 Marshmallow pour la tablette et en décembre 2015, la mise à jour Android 6.0.1 Marshmallow.
Le 22 août 2016, Google a rendu disponible la mise à jour Android 7.0 Nougat pour la Nexus 9. En janvier 2017, Google a annoncé que la Nexus 9 ainsi que le Nexus 6 ne recevront pas la mise à jour 7.1.2 d'Android Nougat, faisant de la 7.1.1 la dernière mise à jour logicielle majeure provenant de Google eux-mêmes.

### Matériel
- Écran 8,9 pouces IPS LCD (une des rares tablettes Android avec un ratio 4:3).
- Processeur NVIDIA Tegra K1 Denver 64-bit.
- Double haut-parleurs stéréo HTC BoomSound sur la face avant.